# Graham Yost
Graham John Yost (nascido em 5 de setembro de 1959) é um roteirista canadense. Seus trabalhos mais famosos são Velocidade Máxima (mas com créditos para Joss Whedon que escreveu a maioria dos diálogos do filme), Broken Arrow (filme de 1996), e Hard Rain.
Ele também escreveu para as séries de televisão Herman's Head, Band of Brothers, e Boomtown. Mais recentemente foi o criador de um drama da NBC chamado Raines. Em 2010, Yost é criador e produtor executivo da série Justified, que estreou em março 2010 no canal FX. Ele também juntou-se a Tom Hanks e Steven Spielberg, junto com dois de seus colegas escritores de Boomtown, Michelle Ashford e Larry Andries, para escrever e dirigir episódios da minissérie da HBO The Pacific.
Nascido em Toronto, Graham é o filho de Elwy Yost, uma personalidade da televisão canadense. Atualmente mora na Califórnia com sua família.

## Créditos
- Hey Dude (1989–1991)
- Herman's Head (1991)
- The Powers That Be
- Speed (1994)
- Broken Arrow (filme de 1996) (1996)
- Speed 2: Cruise Control (1997)
- Hard Rain (1998)
- From the Earth to the Moon (1998)
- Challenger (2000)
- Mission to Mars (2000)
- Band of Brothers (episódios "Points" e "The Breaking Point", 2001)
- The Last Castle (2001)
- Young Arthur (2002)
- Boomtown (24 episódios, 2002–2003)
- Summerland (episódio "Skipping School", 2004)
- Sixty Minute Man (2006)
- Raines (7 episódios, 2007)
- The Pacific (Co-produtor executivo da série e Diretor e co-esccitor do episódio "Part Four" com Robert Schenkkan, 2010)
- Justified (Criador da série e diretor dos episódios "Fire in the Hole" e "Riverbrook", 2010)

## Prêmios e indicações
Yost ganhou um prêmio Emmy por sua participação na minissérie Da Terra à Lua. Graham foi um dos escritores para o show.

## Projetos Futuros
Foi anunciado que Yost vai escrever a história do Major Matt Mason para um novo filme com lançamento previsto para 2012, com Tom Hanks. Também houve rumores de que ele fará, junto com Judy Blume, a adaptação cinematográfica de "Are You Há God It's Me Margaret?

## Ligações Externas
- Graham Yost. no IMDb.
- Graham Yost